# Ляшківці
Ля́шківці —  село в Україні, у Сосницькій селищній громаді Корюківського району Чернігівської області. Населення становить 53 осіб. До 2020 орган місцевого самоврядування — Кудрівська сільська рада.

## Історія
За даними дослідника Володимира Гузія, давньоруський городок знаходився над р. Убідь між Ляшківцями і Кудрівкою в ур. Лосинці. Городище Овальне з 3 метровим валом і 6 метровим ровом, яке зберегло свої обриси.
Назва села -від слова ляхи (поляки). Виникло село в польські часи..За переписом 1666 р. 12 податкових дворів. За грамотою 1718 р. згадуються ліси Лиска і Свирок. Володів посполитими сосницький сотник Дорошенко. Отаман козаків села Семен Тарасенко.У 1781 р.-36 сільських хат. Місцеві майстри робили прості печі. За переписом 1897 р.-62 двори, 378 жителів, хутір Гора.
Проживало у 2024 році - 7 жителів.
12 червня 2020 року, відповідно до розпорядження Кабінету Міністрів України № 730-р «Про визначення адміністративних центрів та затвердження територій територіальних громад Чернігівської області», увійшло до складу Сосницької селищної громади.
19 липня 2020 року, в результаті адміністративно-територіальної реформи та ліквідації Сосницького району, увійшло до складу Корюківського району Чернігівської області.